# Nadleśnictwo Elbląg
Nadleśnictwo Elbląg – jednostka organizacyjna Lasów Państwowych podległa Regionalnej Dyrekcji Lasów Państwowych w Gdańsku. Siedziba Nadleśnictwa znajduje się w Elblągu, w województwie warmińsko-mazurskim. Podlegają mu 3 obręby i 12 leśnictw.

## Historia
Nadleśnictwo w Elblągu zostało powołane w 1945, wraz z Nadleśnictwem Stegna. Sześć lat później, 1 stycznia, z części lasów utworzono Nadleśnictwo Tolkmicko, przemianowane później na Nadleśnictwo Kadyny. W 1973, w czasie reformy lasów państwowych, nadleśnictwa Kadyny i Stegna włączono w skład elbląskiego. W latach 1975–1982 podlegało OZLP w Olsztynie, obecnie wchodzi w skład RDLP Gdańsk.

## Ochrona przyrody
Na terenie nadleśnictwa znajduje się dziewięć rezerwatów przyrody:
- Buki Mierzei Wiślanej[2]
- Buki Wysoczyzny Elbląskiej[3]
- Dolina Stradanki[4]
- Jezioro Drużno[5]
- Kadyński Las[6]
- Kąty Rybackie[7]
- Nowinka[8]
- Pióropusznikowy Jar[9]
- Ujście Nogatu[10]

## Drzewostany
Typy siedliskowe lasów nadleśnictwa (z ich udziałem procentowym):
- lasowe 67,78%
- borowe 24,71%
- olsy 7,51%

Gatunki lasotwórcze lasów nadleśnictwa (z ich udziałem procentowym):
- sosna zwyczajna 32,4%
- buk 27,3%
- brzoza 12,2%
- dąb 9,8%
- olcha 9%
- modrzew 3%
- świerk 2,9%
- inne gatunki 2,3%